# Tagebau Nástup–Tušimice

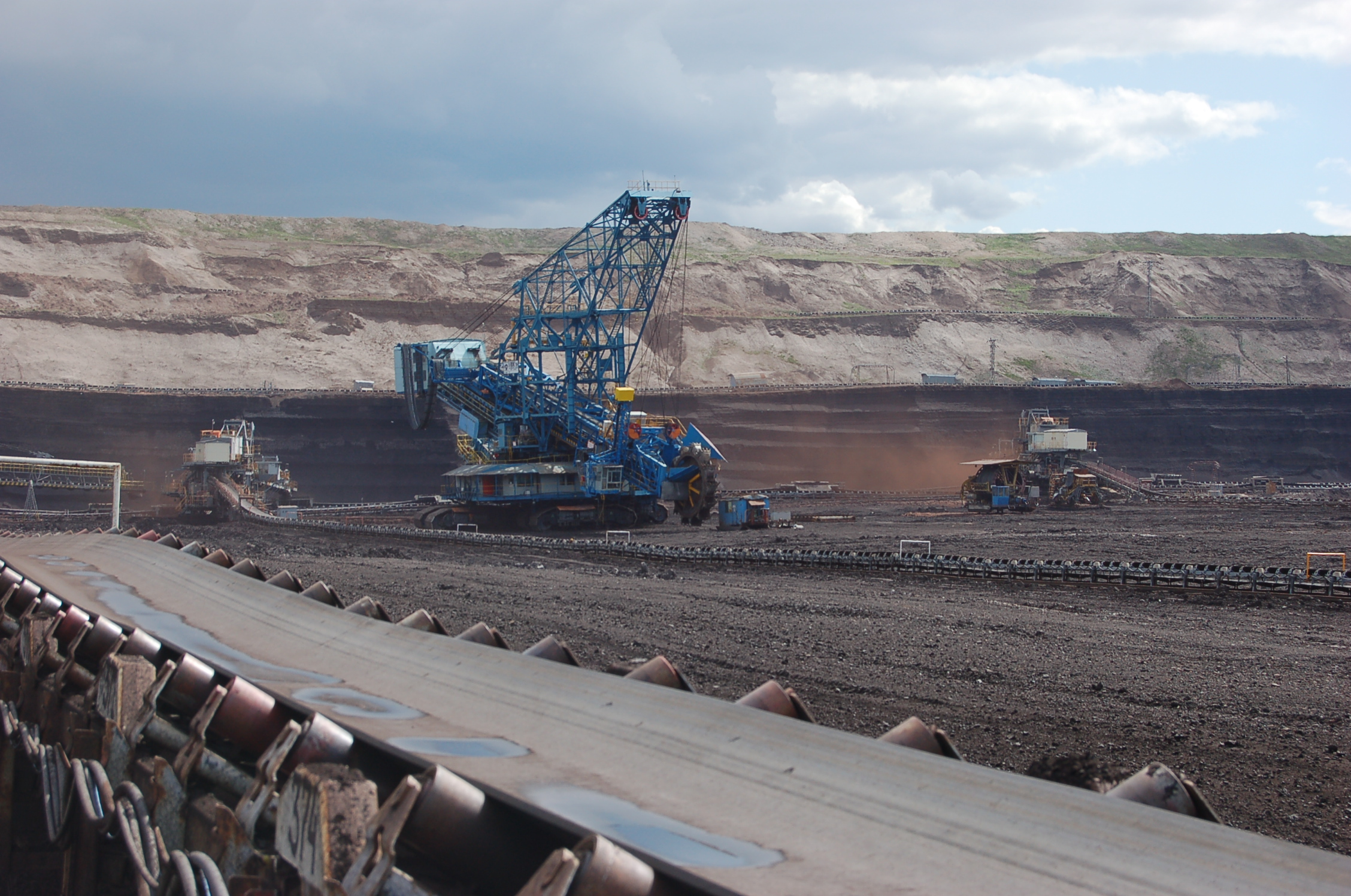
Förderzeuge im Tagebau Nástup-Tušimice, Grube Libouš

Der Tagebau Nástup-Tušimice ist ein Braunkohle-Tagebau im Nordböhmischen Becken im Okres Chomutov, Tschechien. Am Rand der Grube befinden sich die Städte Chomutov, Kadaň, Březno sowie die Gemeinden Prunéřov, Málkov, Černovice, Spořice und Droužkovice. Betreiber ist die Gesellschaft Severočeské doly a.s., ein Tochterunternehmen des Energiekonzerns ČEZ. 

## Verlauf der Förderung
Bereits vor dem Ersten Weltkrieg wurde zwischen Kadaň und dem Kraftwerk Tušimice in der damaligen Grube Merkur Kohle im Untertagebau gefördert. Der Tagebau Tušimice nahm im Jahr 1953 den Betrieb auf. An die Grube Merkur schoss nördlich von Prunéřov die Grube Nástup an. Heute wird der Großteil der Kohle in der Grube Libouš abgebaut.
Der Betreiber plant, den Tagebau bis 2029 in Richtung der Stadt Chomutov auszuweiten. Die Fläche der Grube Tušimice-Libouš soll dann 42 km2 umfassen. Dabei soll eine Reserve von etwa 200 Mio. Tonnen Kohle ausgeschöpft werden. Insgesamt enthält das Revier geologische Reserven von 640 Mio. Tonnen Braunkohle, von denen 350 Mio. Tonnen abbaubar sind.

## Technik
Für Förderung des Deckgebirges werden Schaufelradbagger der Typen KU 800 und SchRs 1550 eingesetzt, für die Kohle sind Bagger der Typen KU 300 S und K 800 N im Einsatz. Die jährliche Fördermenge beträgt 13,5 Mio. Tonnen Kohle. Pro Jahr fallen etwa 26,5 Mio. m³ Deckgestein an. Die Grube betreibt praktisch keine Außenkippen, der Großteil des Abraums lagert bei Prunéřov, Kadaň und Tušimice. Hauptabnehmer der Kohle sind die Großkraftwerke des Betreibers ČEZ. Im Süden des Gebietes befinden sich die Kraftwerke Prunéřov und Tušimice, die über Förderbänder mit dem Tagebau verbunden sind.

## Einfluss auf Landschaft, Umwelt und Infrastruktur
Im Verlauf der Förderung wurde der Lauf der Flüsse Hutná und Lužnička unterbrochen und der Bach Prunéřovský potok verlegt. Das Wasser von den Hängen des Erzgebirges und den unterbrochenen Wasserläufen nimmt der Kanal Podkrušnohorský přivaděč auf. Auch die Bahnstrecke Březno u Chomutova–Kadaň-Prunéřov wurde aufgegeben.
Bei der Gemeinde Málkov deckte der Tagebau in den 1980er Jahren ein paläontologisch bedeutsames Profil auf, einen Teil des ehemaligen Seeufers aus dem unteren Miozän (vor ca. 18 Mio. Jahren). Es enthielt einen großen Bestand gut erhaltener Fossilien von Säugetieren, Reptilien, Vögeln und anderen Tierarten. Die Lokalität stand seit 1993 unter dem Namen Merkur als Naturdenkmal unter Schutz und wurde wissenschaftlich ausgewertet (in der wissenschaftlichen Literatur wird das Profil meist als Merkur-North bezeichnet). 2004 kam es nach starken Regenfällen mit anschließenden Hangbewegungen zur Zerstörung des Profils. Der Status als Naturdenkmal soll aufgehoben werden.